# Empresa Administradora de Aeropuertos Internacionales
La Empresa Administradora de Aeropuertos Internacionales (EAAI) es la entidad gubernamental responsable de la operación y desarrollo de los aeropuertos civiles en Nicaragua.

## Historia
Fue fundada en Nicaragua el 16 de agosto de 1983, como una entidad descentralizada, con patrimonio propio, personalidad jurídica y duración indefinida. Se encuentra bajo la dirección y control de la Corporación de Transporte del Pueblo (COTRAP), para administrar los aeropuertos internacionales existentes o futuros nuevos aeropuertos en Nicaragua, al adoptar medidas necesarias para organizar el funcionamiento y modernizar los servicios aeroportuarios y funciones auxiliares al mismo. No obstante en el Artículo 4 de la Ley Creadora se estableció que la dirección de la empresa sería ejercida por el director ejecutivo del sector aéreo de la COTRAP.

## Aeropuertos
Los siguientes aeropuertos están bajo la jurisdicción de EAAI:
- Aeropuerto Internacional Augusto C. Sandino
- Aeropuerto de Corn Island
- Aeropuerto de Bluefields
- Aeropuerto de Ometepe
- Aeropuerto de Puerto Cabezas
- Aeropuerto de San Juan de Nicaragua